# Sgára
Sgára är en ort i Grekland.   Den ligger i prefekturen Nomós Ártas och regionen Epirus, i den centrala delen av landet, 280 km nordväst om huvudstaden Aten. Sgára ligger 454 meter över havet och antalet invånare är 137.
Terrängen runt Sgára är bergig åt sydost, men åt nordväst är den kuperad.Runt Sgára är det glesbefolkat, med 13 invånare per kvadratkilometer. Närmaste större samhälle är Ágnanta, 3,3 km nordost om Sgára. I omgivningarna runt Sgára växer i huvudsak blandskog.